# Ynol

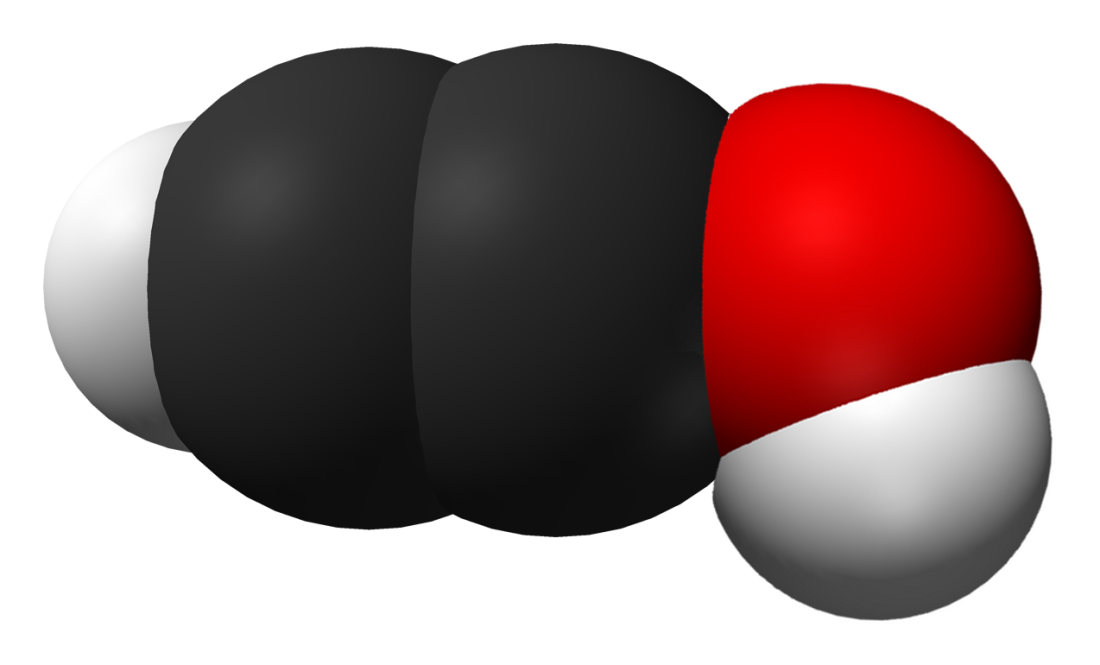
L'éthynol, le plus simple des ynols.

Un ynol (ou alcynol) est un composé organique comportant un groupe alcyne dont l'un des atomes de carbone est porteur d'une fonction hydroxyle. On appelle l'anion déprotonné de l'ynol un ynolate. L'éthynediol, qui porte un groupe hydroxyle de chaque côté de sa liaison triple, est le seul ynediol pouvant exister.

## Tautomérie ynol–cétène
Les ynols peuvent s'interconvertir en cétènes. La forme ynol est généralement instable et se change rapidement en cétène. Par exemple, l'éthynol s'interconvertit en éthènone :
|         |           |
| Éthynol | Éthènone. |